# Bridgtown
Bridgtown – wieś w Anglii, w hrabstwie Staffordshire, w dystrykcie Cannock Chase. Leży 16 km na południe od miasta Stafford i 184 km na północny zachód od Londynu.